# Isola Surovyj
L'isola Surovyj (in russo остров Суровый, ostrov Surovyj; in italiano "rigida") è un'isola russa che fa parte dell'arcipelago Severnaja Zemlja ed è bagnata dal mare di Kara.
Amministrativamente fa parte del Tajmyrskij rajon del Territorio di Krasnojarsk, nel Distretto Federale Siberiano.

## Geografia
L'isola è ubicata nella parte nord-occidentale dell'arcipelago, a 500 m dalla costa ovest dell'isola Komsomolets, nella baia Konus (бухта Конус).
Surovyj ha una lunghezza di 4,5 km e una larghezza di 1,7 km, la sua altezza massima è di 22 m s.l.m.; sul lato sud-est ha varie insenature e promontori, a sud alcune isolette senza nome. Sull'isola ci sono alcuni laghi, il maggiore misura 500x400 m.